# Грос Твилпштет
Грос Твилпштет (њем. Groß Twülpstedt) општина је у њемачкој савезној држави Доња Саксонија. Једно је од 26 општинских средишта округа Хелмштет. Према процјени из 2010. у општини је живјело 2.660 становника. Посједује регионалну шифру (AGS) 3154009.

## Географски и демографски подаци
Грос Твилпштет се налази у савезној држави Доња Саксонија у округу Хелмштет. Општина се налази на надморској висини од 103 метра. Површина општине износи 36,4 km². У самом мјесту је, према процјени из 2010. године, живјело 2.660 становника. Просјечна густина становништва износи 73 становника/km².